# Myosurus australis
Myosurus australis är en ranunkelväxtart som beskrevs av F. Müll.. Myosurus australis ingår i släktet råttsvansar, och familjen ranunkelväxter. Inga underarter finns listade i Catalogue of Life.